# Gyoshū Hayami
Gyoshū Hayami 速水 御舟 (?) (Tokyo, 2 agosto 1894 – Tokyo, 20 marzo 1935) è stato un pittore giapponese in stile Nihonga, attivo nel periodo Taishō e nel periodo Shōwa.  Gyoshū Hayami era il nome d’arte; il suo vero nome era Eiichi Maita.

## Biografia
Nato a Tokyo nel quartiere di Asakusa, figlio del gestore di un’agenzia di pegni,  all’età di 15 anni entra come apprendista nella scuola del pittore Matsumoto Fūko, celebre per i soggetti di ambito storico e per la riproduzione dei classici della pittura orientale. 
All’età di 17 anni fu invitato da Shikō Imamura a far parte del circoli di giovani artisti detto “Kojikai” e nel 1914 costituì un gruppo denominato Sekiyokai per lo studio dei nuovi movimenti artistici contemporanei del Giappone.
Nel 1914 prese il nome di Hayami e alla prima mostra promossa dalla rinnovata Accademia giapponese d’arte (Nihon Bijutsuin), Gyoshū espose le sue prime opere di rilievo. A partire dal 1917 divenne membro fondatore dell’Accademia stessa e al suo interno svolse gran parte della sua carriera artistica.
Nel 1919 gli fu amputata una gamba in seguito ad un incidente ferroviario, ma questo infortunio non influì sulla sua produzione artistica. La sua attività artistica fu prolifica e gli consentì di presentare numerose opere alle esposizioni Inten nonché di intraprendere un viaggio in Europa, Egitto e Korea Yokoyama Taikan negli anni 30 e partecipò all’Esposizione d’arte giapponese che si tenne a Roma nel 1930.
Gyoshū morì improvvisamente di febbre tifoide nel 1935 all’età di 40 anni.

Danza di fiamme – 1925 – Museo Yamatane, Tokyo

## Temi e stile
Ha realizzato opere secondo i canoni di diverse scuole artistiche tra cui  Yamato-e, Rinpa e Nanga.
Il suo stile si sviluppò gradualmente in un realismo di dettaglio influenzato anche dai suoi studi sulla pittura cinese del periodo della Dinastia Song e della Dinastia Yuan.  Successivamente si dedicò allo studio della pittura occidentale e della pittura nihonga soprattutto dell’area maggiormente rivolta alla sperimentazione di tecniche derivate dalla pittura in stile occidentale, in particolare apprezzò molto le opere di Kishida Ryūsei. 
Fiori, uccelli delineati con inchiostro di china e i ritratti da lui eseguiti furono accolti positivamente dalla critica di settore.
Le sue opere della maturità evolsero verso un’arte simbolica e  con la sua opera più famosa  Danza delle fiamme (炎舞?, Enbu),  realizzata nel 1925, “fu il primo a sperimentare gli effetti illusori del Surrealismo nella pittura giapponese”. 
Fu questo il primo capolavoro artistico del periodo Shōwa a ricevere il titolo di Bene culturale importante del Giappone (ICP) dall’Agenzia per gli Affari culturali del Governo giapponese.
Un'importante collezione di 120 dipinti di Hayami Gyoshu è oggi conservata al Museo d'Arte Yamatane a Tokyo.

## Filatelia
L’opera più conosciuta di Gyoshū, Danza di fiamme, nel 1979 fu selezionata come soggetto di un francobollo commemorativo nella serie “Arte moderna”; nel 1994 il ritratto di Gyoshu è stato rappresentato in un francobollo postale della serie “Protagonisti culturali” delle poste giapponesi. 

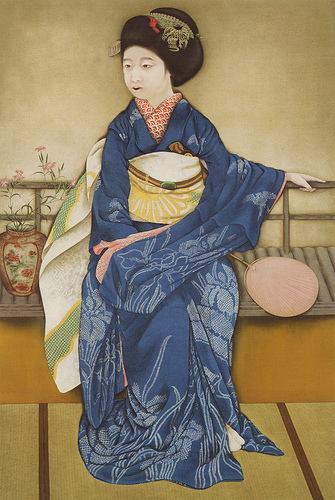
La maiko di Kyoto – Pigmenti su seta - 1920 – [Museo nazionale di Tokyo

## Opere principali
- Dance of Flames (炎舞?, Enbu) (Museo d'Arte Yamatane)
- Maiko of Kyoto (京の舞妓?, Kyō no maiko) (Museo nazionale di Tokyo)
- Camelia che perde petali        ({{{2}}}?) Paravento pieghevole 4 ante – 1929 - Bene di importanza culturale del Giappone (Museo d’Arte Yamatane)